# Zisterzienserinnenabtei Le Refuge Notre-Dame
Die Zisterzienserinnenabtei Le Refuge Notre-Dame war von 1234 bis 1796 ein Kloster der Zisterzienserinnen in Ath, Provinz Hennegau, in Belgien.

## Geschichte
Im Rahmen der reichlichen Gründung von Frauenklöstern im 13. Jahrhundert gab es ab 1232 Versuche, dem Hospital von Oudenaarde der Bernhardinerinnen von Oudenaarde das Zisterzienserinnenkloster De Consilio Beatae Mariae (Moeder van Goede Raad) an die Seite zu stellen, die jedoch fehlschlugen. Das Kloster musste nach Ath ausweichen und nahm dort den  Namen Le Refuge Notre-Dame („Maria Zuflucht“) an. Es lag ursprünglich im Vorort Brantignies an der Dender. Im 16. Jahrhundert musste sich die Gemeinschaft in die Innenstadt verlegen, kehrte zwar zurück, wurde aber im 17. Jahrhundert durch ein Befestigungsprojekt ein zweites Mal in das Stadtinnere vertrieben. Dort wurde es 1796 aufgelöst. Heute steht an der Stelle dieses Klosters der Bahnhof.